# Sztuka spadania
„Sztuka spadania“ (Изкуството да падаш) е полски късометражен анимационен филм, черна комедия, на режисьора Томаш Багински по негов сценарий от 2004 година.
Филмът получава наградата на Британската академия за филмово и телевизионно изкуство за късометражен анимационен филм.